# Oxicesta sericina
Oxicesta sericina là một loài bướm đêm trong họ Noctuidae.